# Barghasch ibn Said

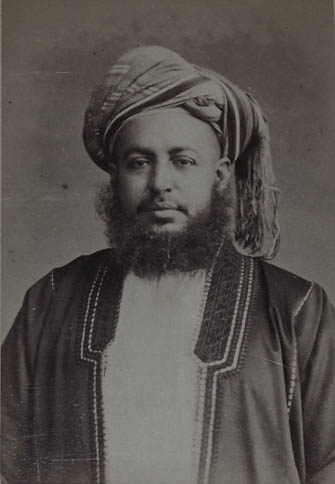
Barghasch bin Said von Sansibar

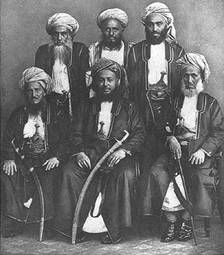
Sultan Barghasch mit Ministern

Sayyid Barghasch ibn Saʿīd Āl Bu-Saʿīd (arabisch برغش بن سعيد آل بوسعيد, DMG Barġaš b. Saʿīd Āl Bu-Saʿīd; * 1837; † 26. März 1888) war von 1870 bis 1888 Sultan von Sansibar. Barghasch war der jüngere Bruder und Nachfolger von Majid ibn Said, des ersten Sultans von Sansibar, und Sohn des Sultans Said ibn Sultan von Oman.

## Leben
Nachdem er bereits 1860 vergeblich versucht hatte, seinen Bruder Majid zu stürzen, beherrschte er von 1866 bzw. 1870 bis zu seinem Tod das Sultanat Sansibar und dessen ostafrikanische Besitzungen. Unter seiner Herrschaft wurde der Stadtteil Stone Town in Sansibar ausgebaut und 1873 die Abkehr vom Sklavenhandel vollzogen. Im Bündnis mit dem Sultan konnte der tansanische Nyamwezi-Häuptling Mirambo ab 1876 die arabischen Sklaven- und Elfenbeinhändler unterwerfen, nach seinem Tod jedoch errichtete der Sklavenhändler Tippu Tip eine erst unter dem Schutz des Sultans, dann ab 1887 unter jener des belgischen Königs stehende Herrschaft im Kongobecken.
Laut Meyers Konversationslexikon von 1897 habe Barghasch die Vorteile der abendländischen, auch rein geistigen Bildung erkannt und das Vordringen europäischer Forscher auf dem Festland gefördert, während er durch das gleichzeitige Vordringen auch sansibarischer Sklavenhändler seinen Einfluss im ostafrikanischen Hinterland vergrößerte. Gegen die von ostafrikanischen Häuptlingen wegen des Vordringens der Sklavenhändler mit der Deutsch-Ostafrikanischen Gesellschaft (DOAG) geschlossenen Schutzverträge protestierte er, musste sie aber nach einer deutschen Flottendemonstration 1885 anerkennen.
Während weiterer Verhandlungen zwischen der DOAG und Sansibar, der DOAG im Namen des Sultans die Verwaltung des sansibarischen Küstengebiets zu übertragen, starb Barghasch am 26. März 1888. Ihm folgten seine Brüder Chalifa ibn Said (1888–1890) und Ali ibn Said (1890–1893). Barghaschs Tochter Nunu war verheiratet mit ihrem Cousin Hamad ibn Thuwaini ibn Said (1893–1896). Barghaschs Sohn Chalid bin Barghasch versuchte 1893 und 1896 vergeblich die Sultanswürde zu erlangen, siehe Britisch-Sansibarischer Krieg.
Sultan Barghasch war ein leidenschaftlicher Anhänger der ibaditischen Lehre und soll hart mit denjenigen Muslimen verfahren sein, die nicht dieser Lehre folgten. Der sansibarische Historiker ʿAbdallāh Sālih al-Fārisī (1912–1982) verglich ihn in dieser Hinsicht mit dem abbasidischen Kalifen al-Ma'mūn. So wie dieser Ahmad ibn Hanbal einsperren ließ, so habe Barghasch die Gelehrten ʿAlī ibn Chamīs, ʿAlī ibn ʿAbdallāh al-Mazrūʿī und ʿAbd al-ʿAzīz al-Amawī eingesperrt, die andere religiöse Auffassungen vertraten als er.
1875 erhielt Barghasch den preußischen Roten Adlerorden, 1883 wurde er Großritter des britischen Order of St. Michael and St. George.